# Granstedt (Selsingen)
Granstedt ist ein Ortsteil der Gemeinde Selsingen im niedersächsischen Landkreis Rotenburg (Wümme).
Das Dorf liegt westlich vom Kernbereich von Selsingen zwischen der östlich verlaufenden B 71 und der Oste, einem Nebenfluss der Elbe.

## Geschichte
Eine vorgeschichtliche Besiedlung ist durch die Großsteingräber bei Granstedt belegbar.
Am 1. März 1974 wurde Granstedt in die Gemeinde Selsingen eingegliedert.

## Kultur und Sehenswürdigkeiten

### Baudenkmale
- Wohn- und Wirtschaftsgebäude Granstedter Dorfstraße 12 von 1899 in Fachwerk mit Satteldach
- Wohn- und Wirtschaftsgebäude Hempstraße 6 von 1840 in Fachwerk mit reetgedeckten Krüppelwalmdach und Niedersachsengiebel

### Vorgeschichtliche Bauwerke
Nahe Granstedt befinden sich die Reste eines Gräberfelds. Dort befindet sich auch der älteste Grabhügel im Landkreis, der ein Holzgrab aus der Zeit um 2600 v. Chr. enthält. Der Hügel ist konserviert, dass man durch ein eingebautes Fenster das Innere ansehen kann.